# Еміль Галле
Еміль Галле (фр. Émile Gallé; 4 травня 1846 — 23 вересня 1904) — уславлений французький технолог і майстер по склу, мебляр, підприємець, ботанік XIX ст.

## Скляне виробництво у Лотарингії
Лотарингія тривалий час була самостійним князівством між Францією та Німеччиною. Тут розвинулись ремесла схожі і несхожі з аналогічними у центральній Франції. Так, тут були власні килимові і гобеленові мануфактури, працювали керамісти. Але довготривалим ремеслом у краї було виготовлення скляних виробів. Практично кожне мале містечко мало скловарні печі. В краї вони суперничали зі скловарним виробництвом уславлених венеційців, хоча місцеві вироби були трохи дешевші.

## Життєпис
Еміль народився у місті Нансі. Родина була заможною. Батько, Шарль Галле (1818—1902) мав скляне виробництво і опанував технологію емалі. Шарль Галле пошлюбився із мадемуазель Фанні Рейнемер, у посаг нова родина отримала керамічну і кришталеву майстерню, що стане їх родинним бізнесом.

## Освіта і самоосвіта
Родина сплатила освіту сину спочатку у самому Нансі. Аби опанувати німецьку та мінералогію Еміль відбув у місто Веймар. Він наполегливо займався самоосвітою і малюванням, береться вивчати ботаніку і рослинництво. Все це знайдене у його малюнках і начерках. В цьому він став справжнім пробовжувачем родинних традицій, де охоче вивчали природничі науки. Серед друзів Еміля — ботанік Жорж ле Моньє.

## Еміль Галле технолог
Окрім Німеччини Еміль Галле відвідав Велику Британію, де працював у замку Кенсінгтон та Ботанічному саду. З нього виробився непоганий технолог, що вивчав досвід власних попередників (французьких, німецьких, британських). На його молоді роки припало захоплення мистецтвом Японії, де ніколи не було жорсткого розподілу на високі і низькі жанри, а декоративно-ужитковим мистецтвом залюбки займались усі майстри, не оминаючи і геніально обдарованих. Як технолог Еміль Галле чимало експериментував з непрозорим склом, емалями, технологією кракле, працював ювеліром з малими пелюстками золота і срібла, котрі вплавляв у гарячу скляну масу тощо.
Технологія багатошарового скла, кожний з котрого мав власний колір, відома з доби античності. Еміль Галле вивчав її, а згодом і удосконалив. Так, він збирав малюнок як мозаїку зі скляних фрагментів, піддавав це високим температурам і отримував незвичні декоративні ефекти, незважаючи на невдалі випадки і трудоміську технологію.

## Майстер по склу
Керамічне виробництво Еміль Галле опановував у родинній мануфактурі Сен-Клеман у передмісті Нансі у період 1865-1867 років.
1974 року батько передав сину скловарну майстерню, де виготовляли дзеркала та кришталь. Відтоді Еміль Галле зосередився на експериментах з непрозорим склом і емалями, створив власну лабораторію. З середини 1870-х років він очолив торговельний будинок Галле-Рейнемер і вивів виробництво на новий художній рівень. Як майстер по склу він виборов світове визнання. Воно почалось вже після Паризької всесвітньої виставки 1878 року, де були вироби його мануфактури. В декорі переважали квіти, рослини і пейзажі.
Серед новацій 1884 року — скляні вироби з цитатами з творів французьких поетів, серед котрих були Ф. Війон, С. Малларме, П. Верлен, Ш.Бодлер та інші. Еміль Галле називав такі вироби «розмовними».

## Еміль Галле— мебляр
Не менш значушим був Еміль Галле у виробництві меблів. Цим вирбництвом він почав займатись з кінця 1880-х років, додаючи до меблів коштовні зразки сировини і навіть напівкоштовні камені чи перли. Були і зразки меблів з цитатами з французьких поетів, як на скляних виробах.
Він діяльно підтримав стилістику сецесії, що так кохалася у флоральних та рослинних мотивах. Еміль Галле — переніс у меблярство свої знання ботаніки як художник і дизайнер. Його меблі майже ювелірно оброблені, зашліфовані, прикрашені рослинними візерунками. На відміну від масового виробництва скляних ваз і ламп, що дійшли і до Російської імперії, його меблі були штучним товаром, як картини чи ювелірні вироби. Найбільш вдалі зразки меблів власного виробництва він підписував і датував як картини.

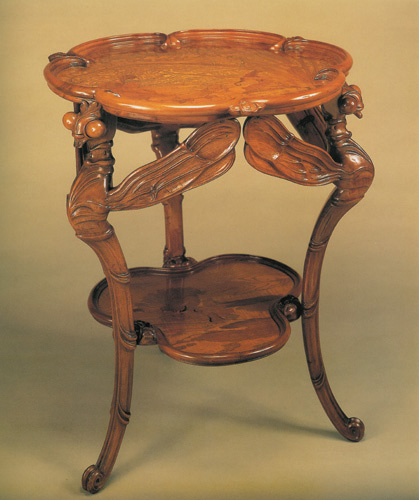
Різьблений кабінетний столик з бабками замість ніг
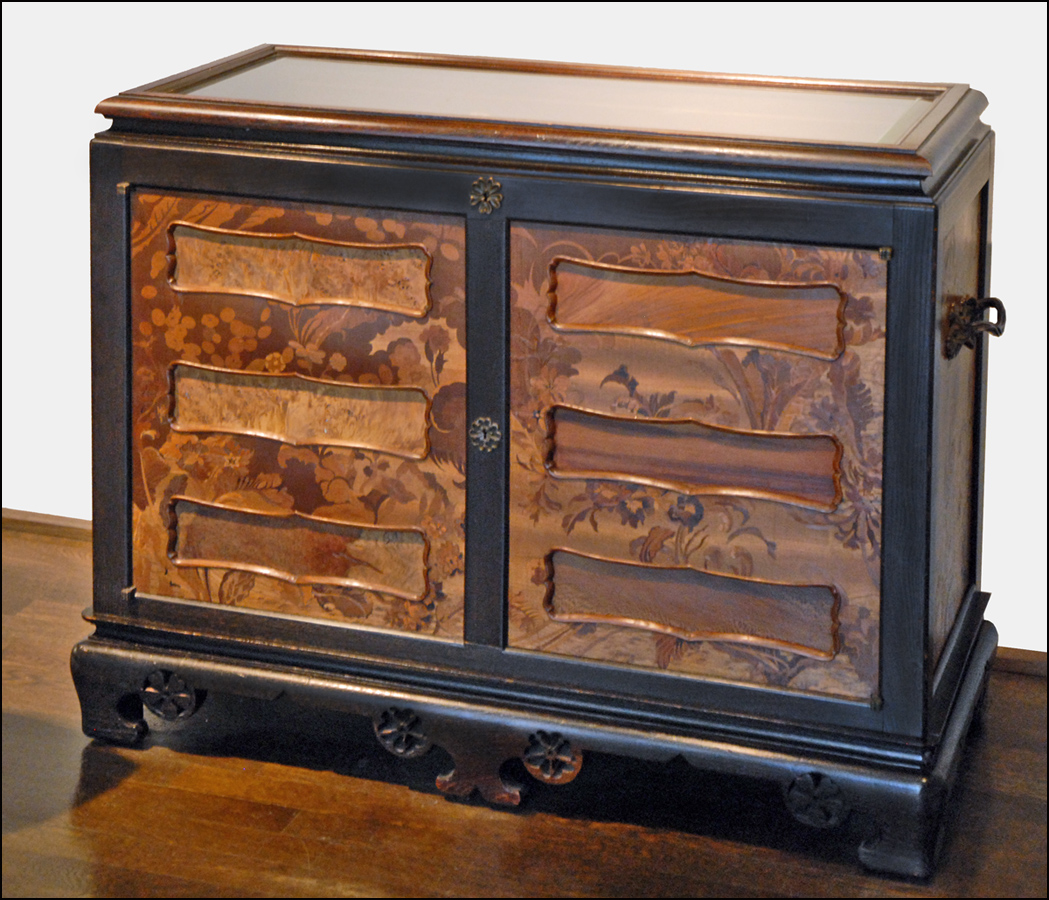
Комод. Музей декоративного мистецтва, Париж
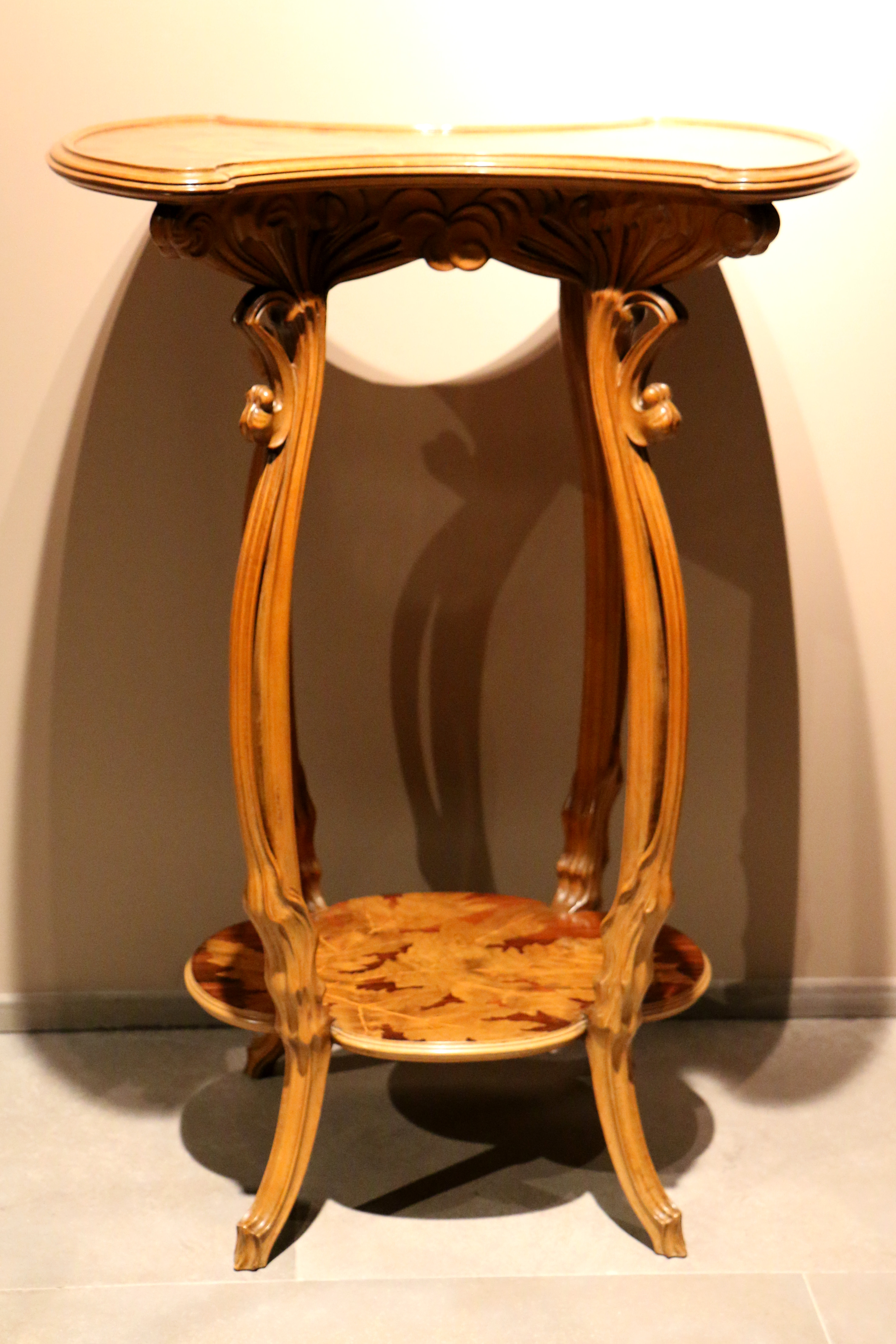
Кабінетний столик
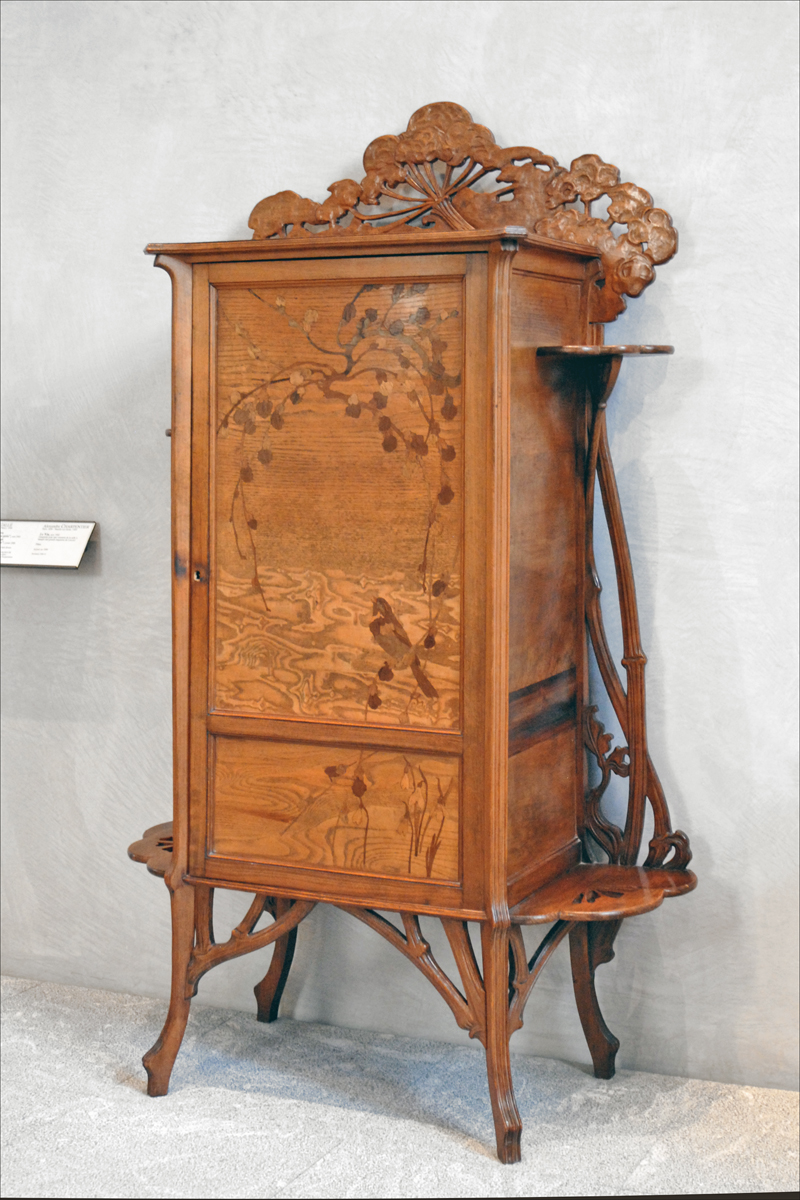
Кабінетна шафка. Ліонський художній музей.

## Фото обраних творів

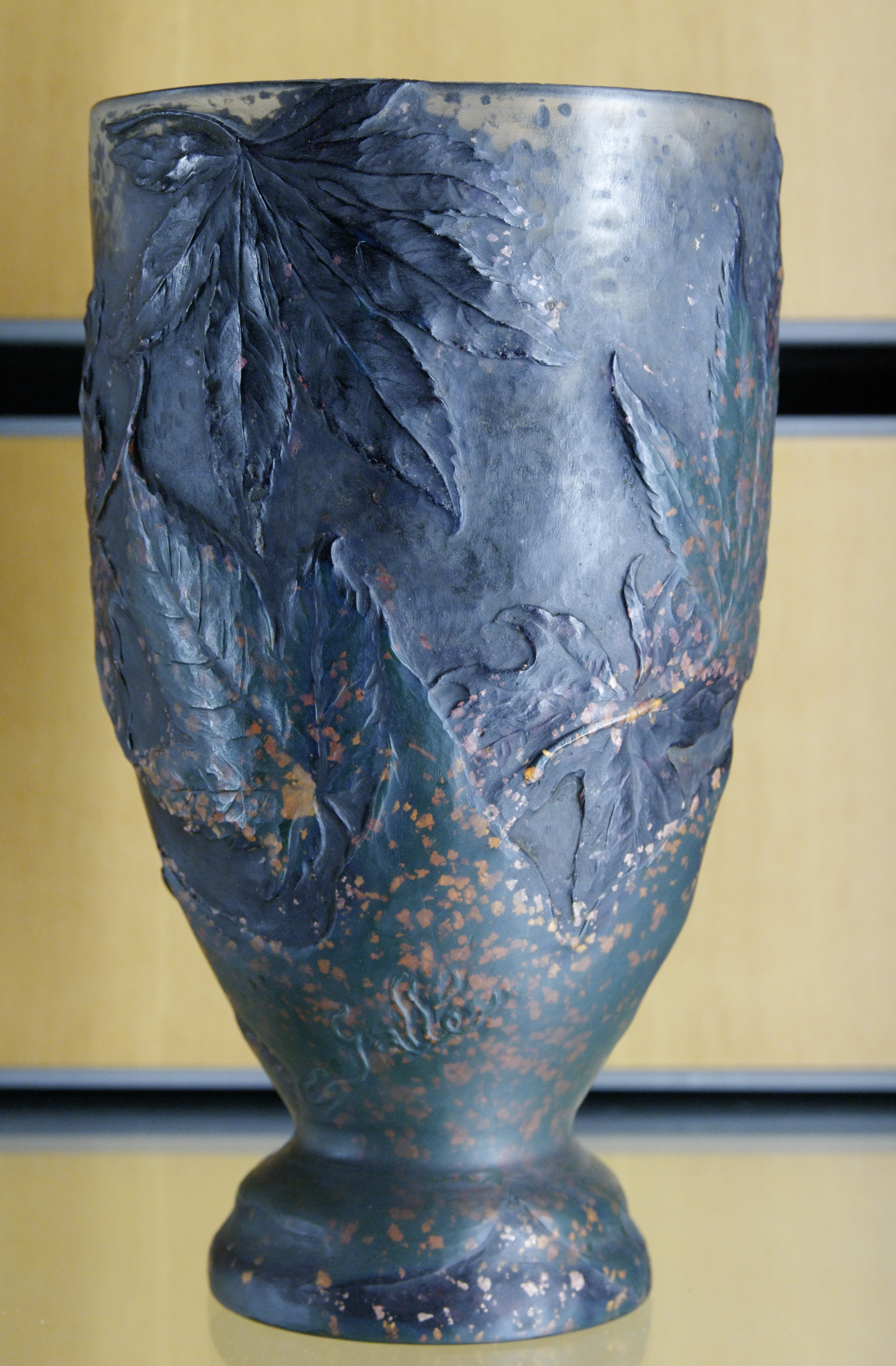

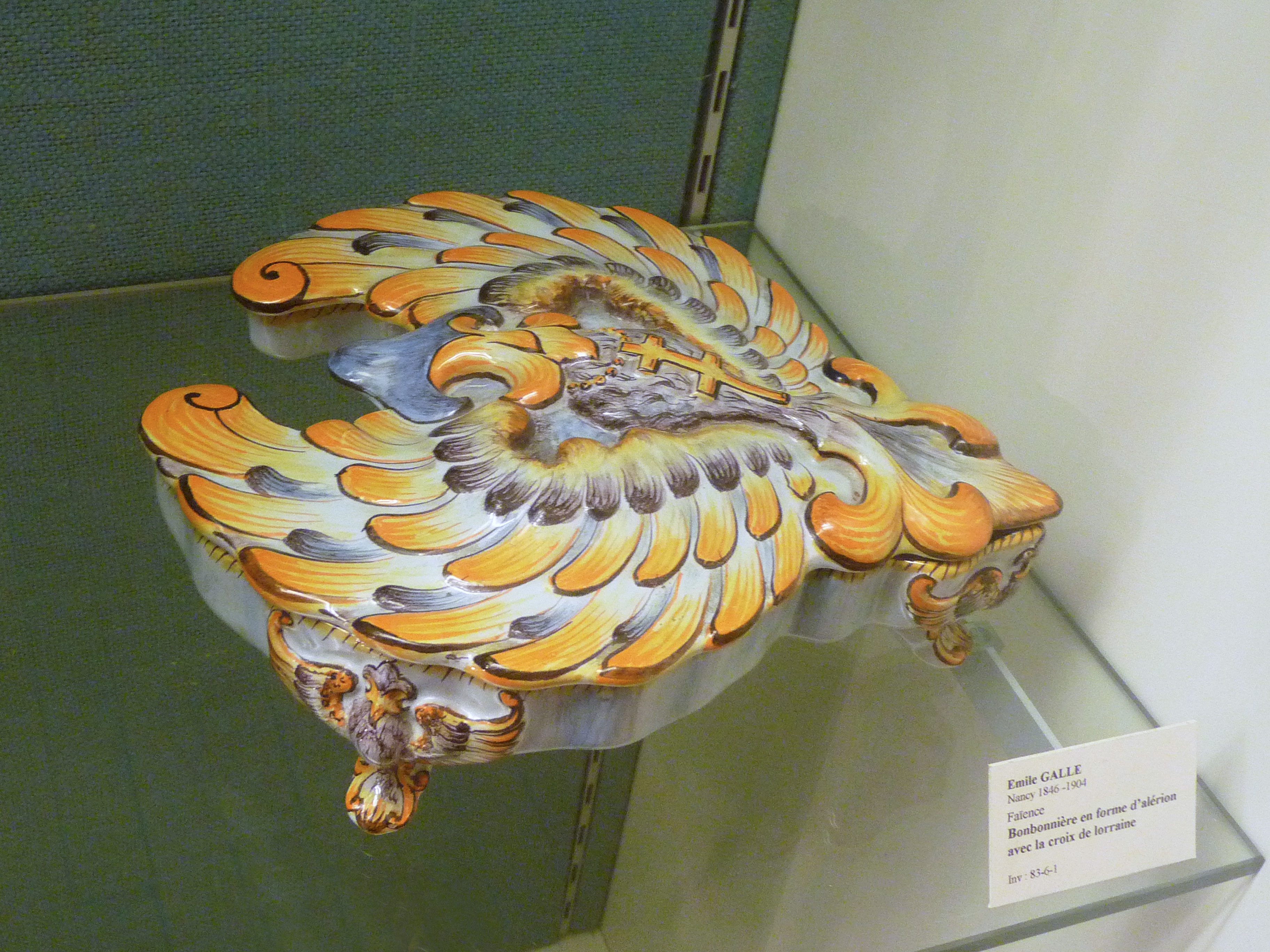
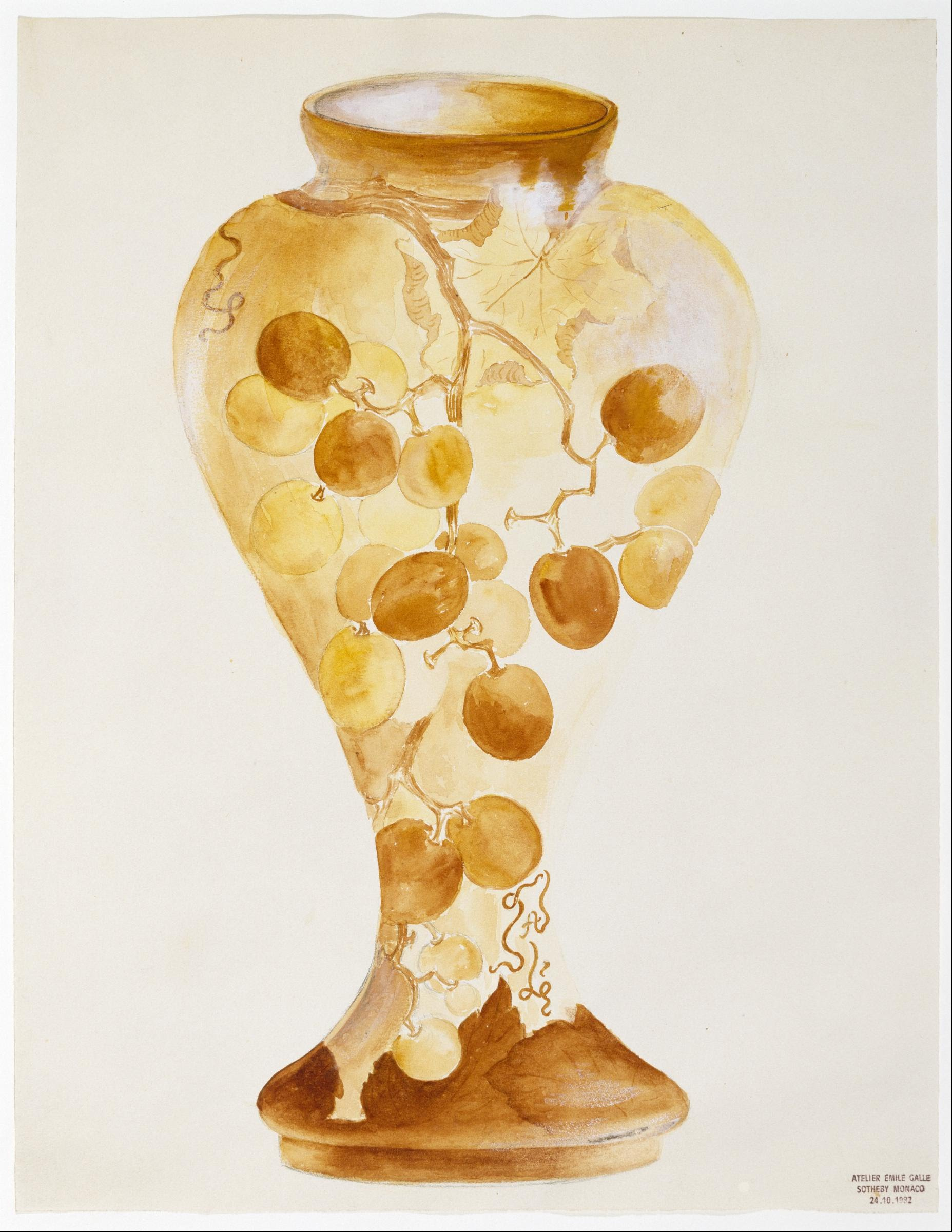
Малюнок майбутньої скляної вази
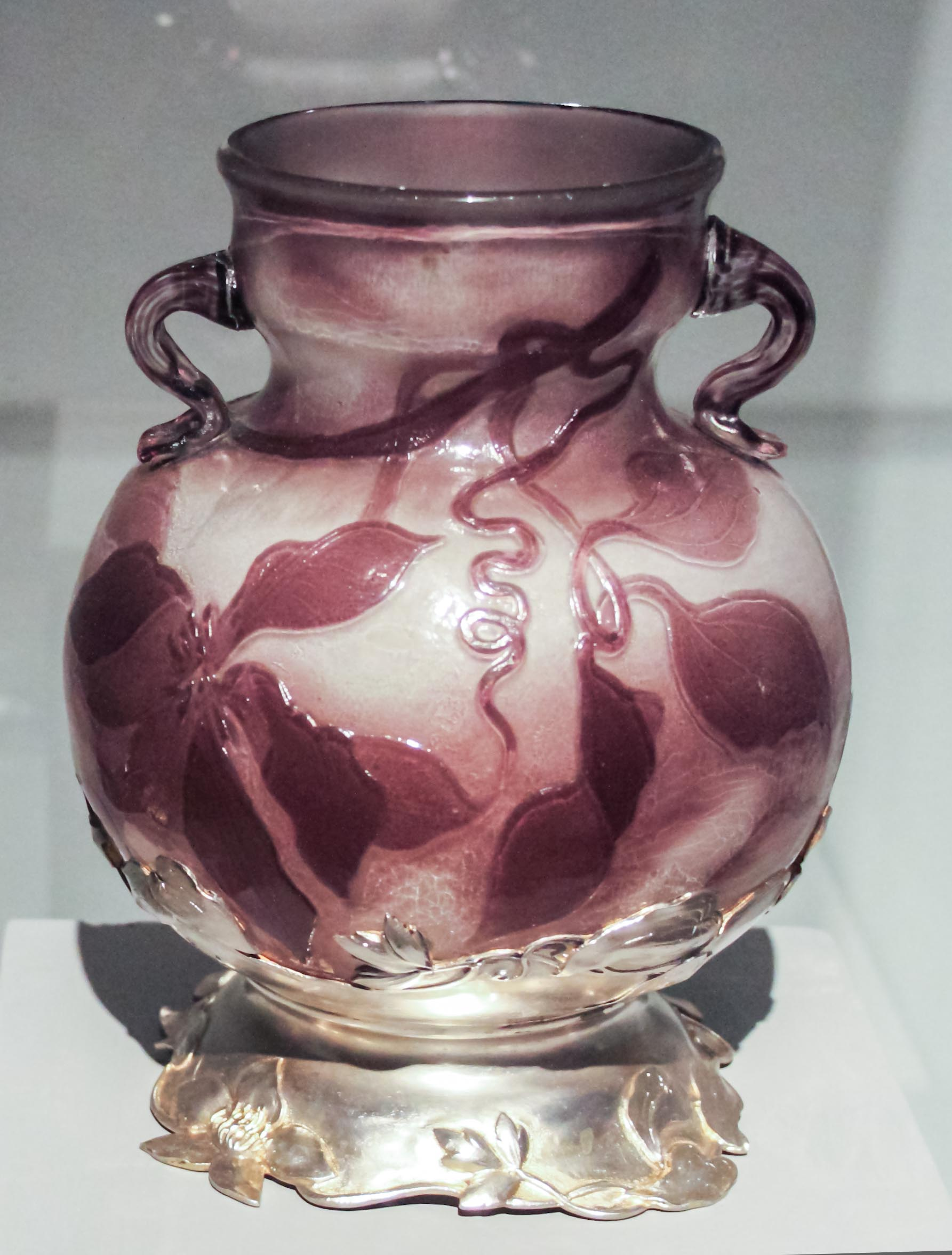
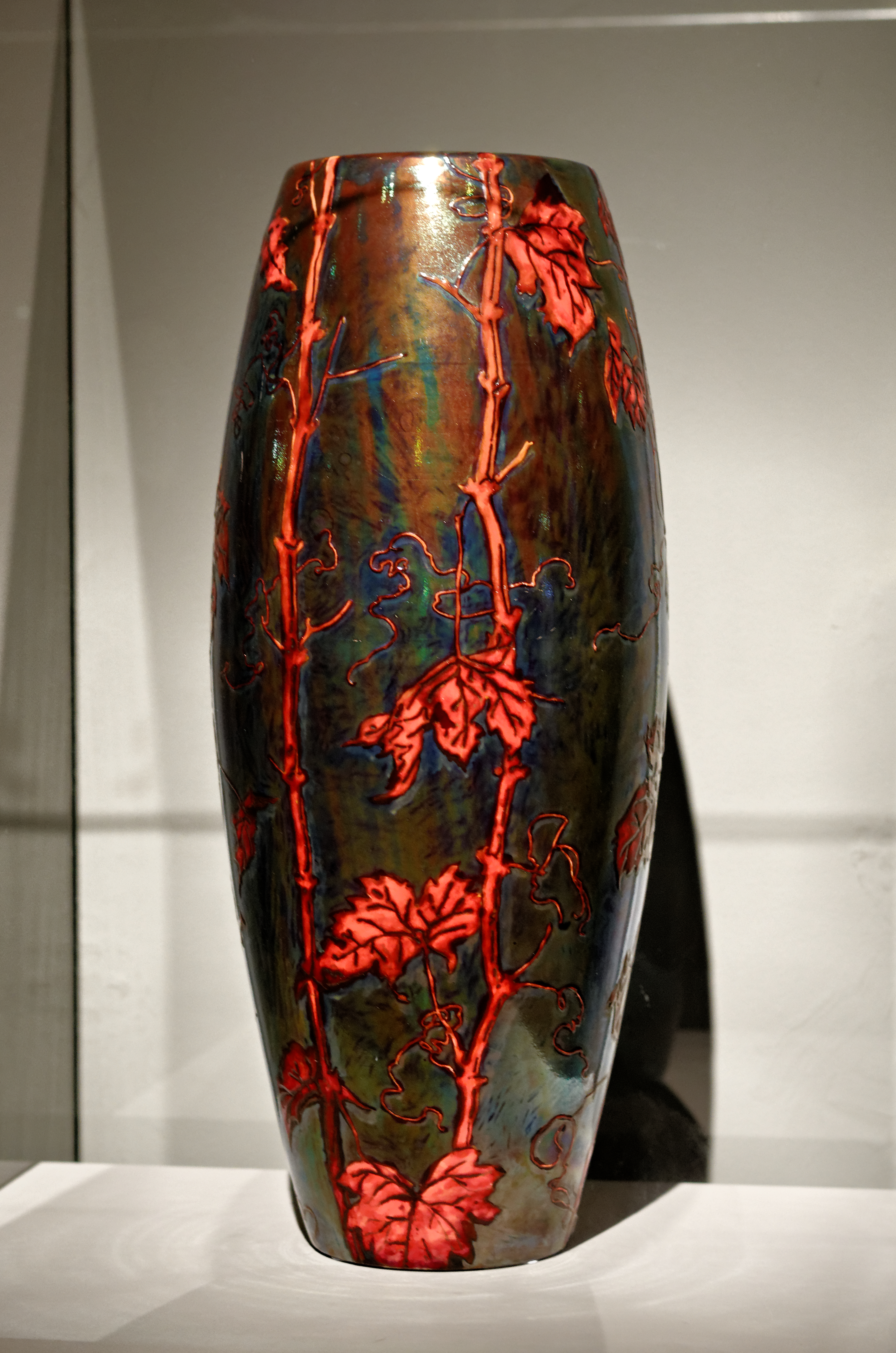

## Кераміка Еміля Галле (фаянс)

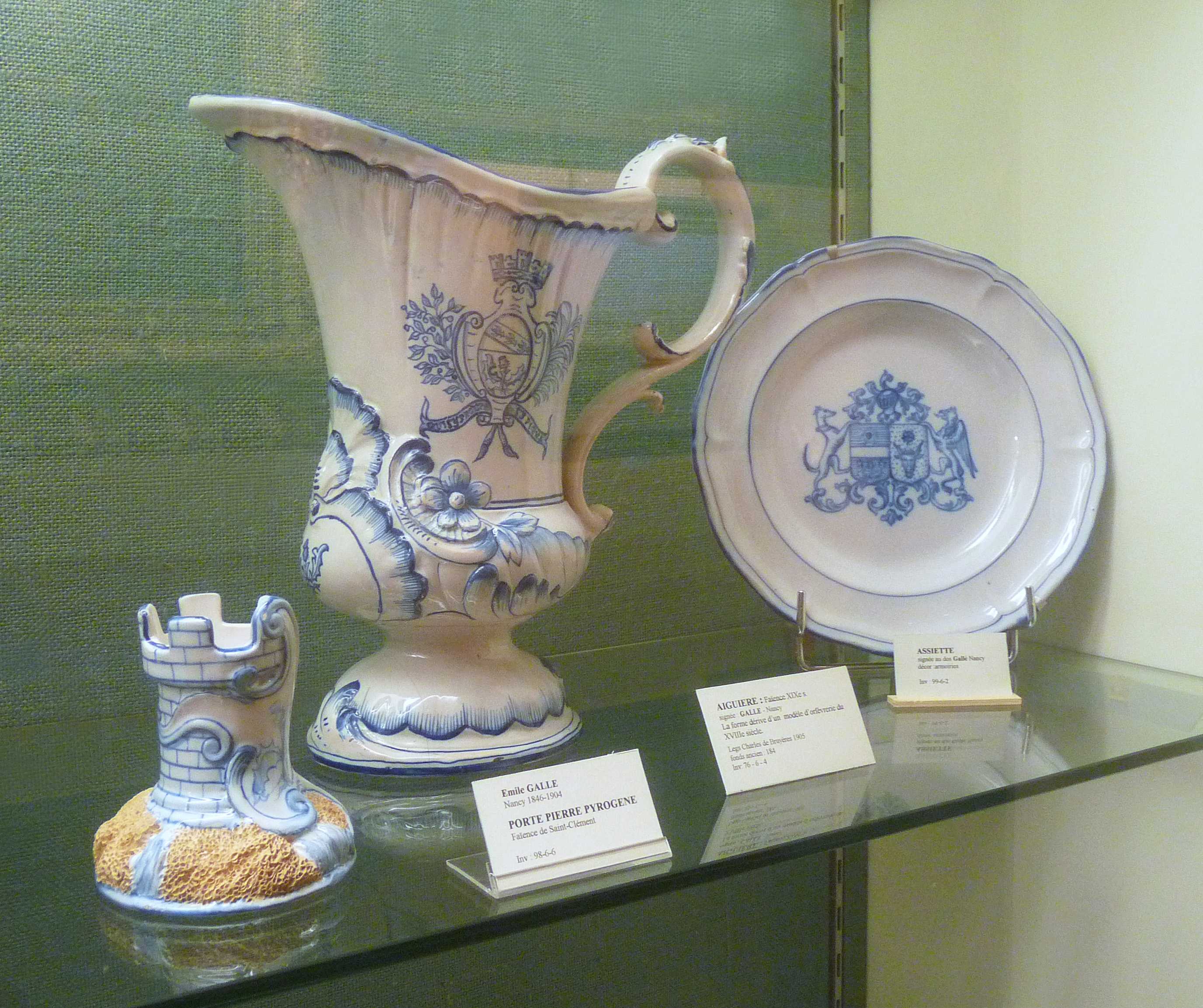
Музей Шарля де Борюйєра
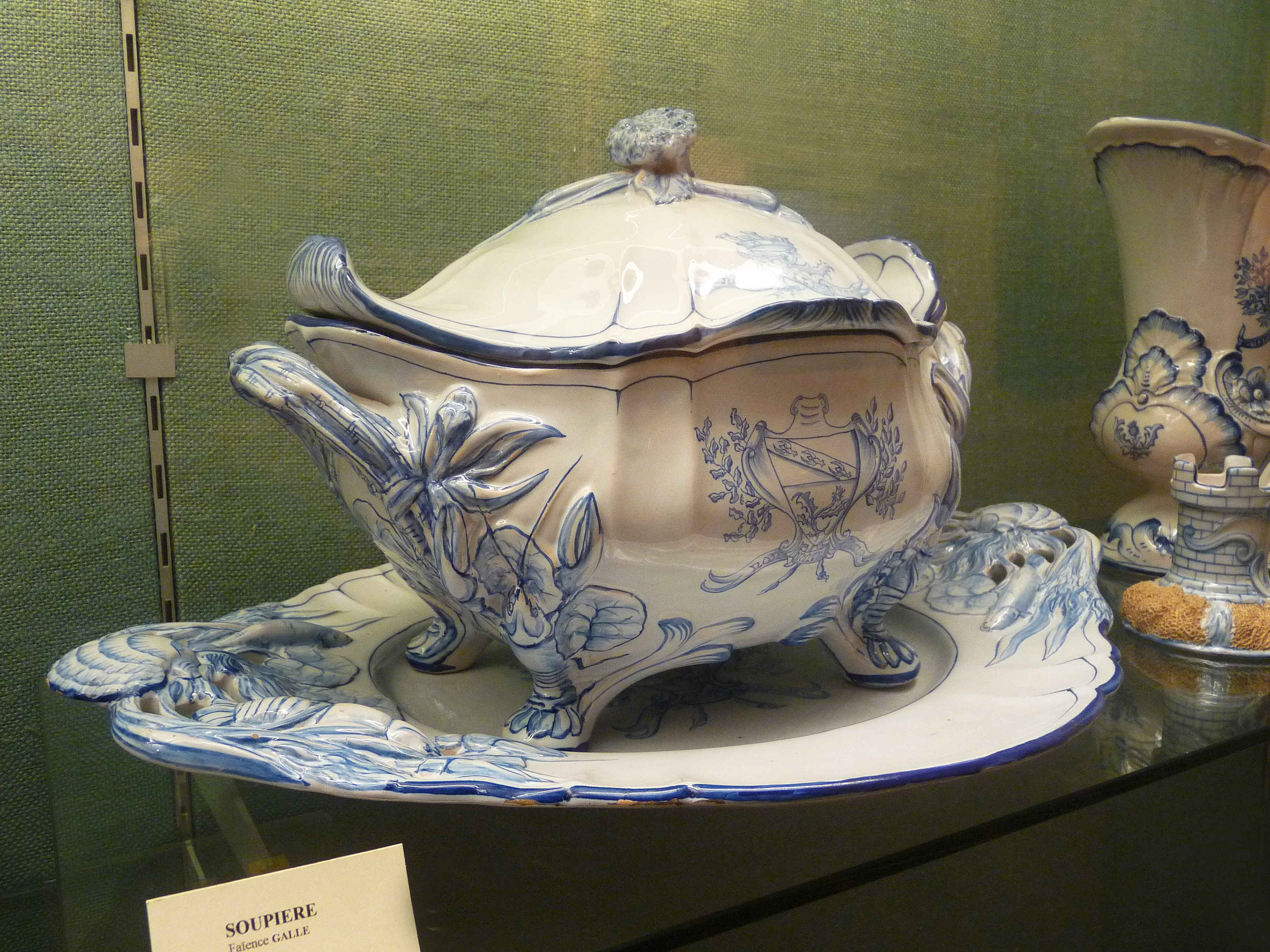
Супниця. Музей Шарля де Борюйєра
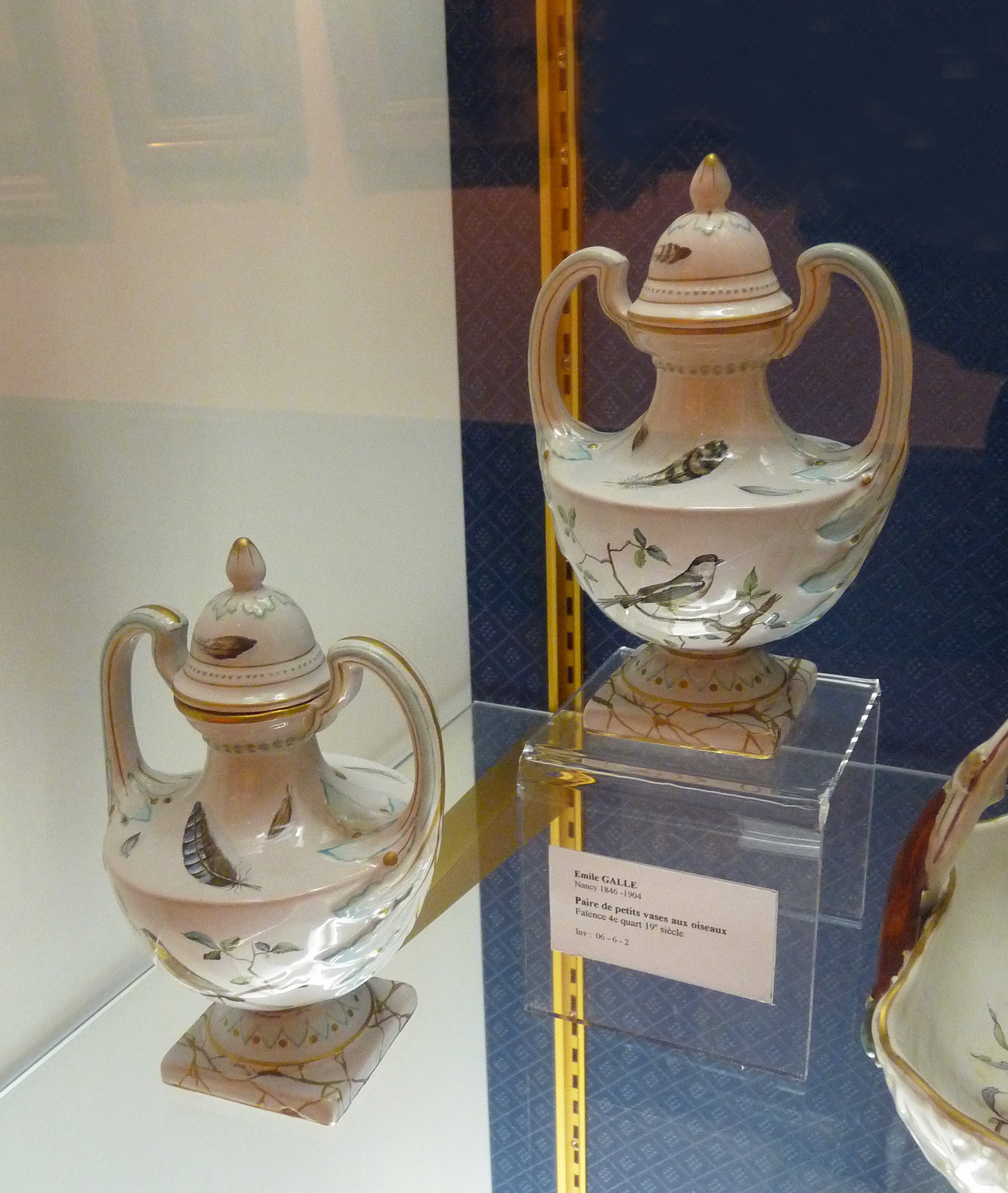
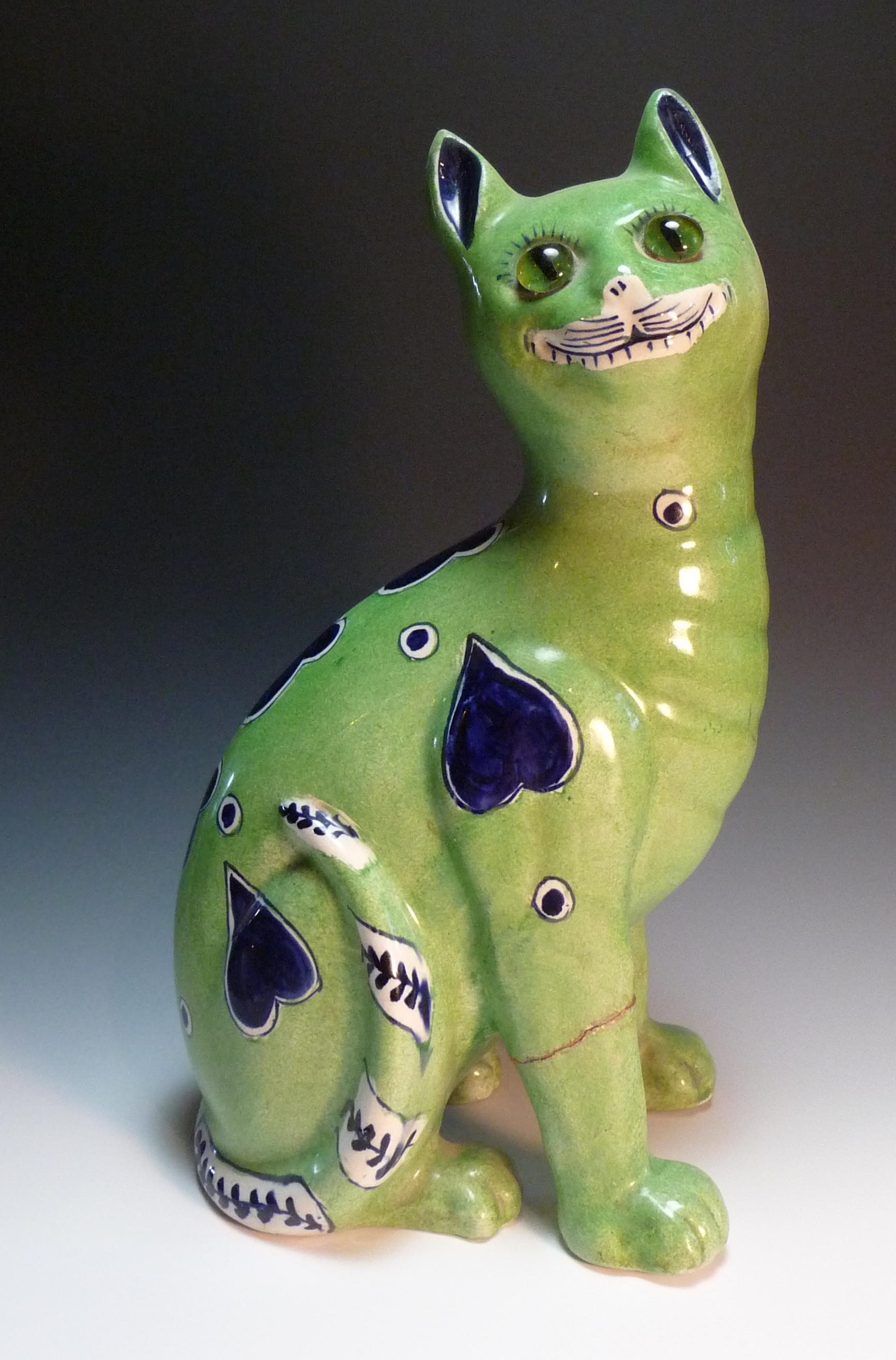